# 심슨의 역설

양적 데이터에 관한 심슨의 역설: 두 개의 분리된 그룹에서는 양의 추세가 나타나지만, (,) 두 그룹을 합친 경우에는 음의 추세가 나타난다

심슨의 역설

심슨의 역설(Simpson's paradox)은 데이터의 세부 그룹별로 일정한 추세나 경향성이 나타나지만, 전체적으로 보면 그 추세가 사라지거나 반대 방향의 경향성을 나타내는 현상을 의미한다. 이 현상은 사회과학이나 의학 통계 연구에서 종종 발생한다. 심슨의 역설은 통계의 함정이 유발할 수 있는 잘못된 결과를 설명하는 데 쓰이기도 한다.
에드워드 심슨이 1951년 처음으로 이 현상을 설명한 것으로 알려져 있으나, 1899년 칼 피어슨, 1903년 우드니 율이 유사한 현상에 관해 설명한 적이 있다. "심슨의 역설"이라는 이름은 1972년 콜린 블리스라는 학자가 사용하였다.

## 사례

### 신장결석 치료법
심슨의 역설을 보여주는 하나의 사례는 신장결석 치료법에 관한 의학 연구이다.
아래의 표는 작은 크기의 신장결석과 큰 크기의 신장결석에 대해 두 가지 치료법을 적용한 결과 성공률을 나타낸 표이다.
| 치료법결석 크기 | 치료법 A             | 치료법 B             |
| --------------- | -------------------- | -------------------- |
| 작은 결석       | 그룹 1 93% (81/87)   | 그룹 2 87% (234/270) |
| 큰 결석         | 그룹 3 73% (192/263) | 그룹 4 69% (55/80)   |
| 모두            | 78% (273/350)        | 83% (289/350)        |

작은 결석과 큰 결석 모두에서 치료법 A의 성공률이 높게 나왔지만, 결석의 크기를 구분하지 않고 합친 경우에는 치료법 B의 성공률이 높은 결과가 나왔다. 이 사례에서는 결석의 크기라는 숨겨진 변수 또는 혼재변수가 각 치료법의 성공률에 영향을 미친 경우에 해당된다. 결석의 크기에 따라 성공률 자체가 달라지며, 결석의 크기 등과 같은 환자의 특성에 따라 선택하는 치료법이 달라진다는 것이 심슨의 역설 현상을 낳게 하였다.

## 벡터 해석

벡터 표현

심슨의 역설은 2차원 벡터의 기울기를 비교하는 방법으로 보일 수 있다. B1은 L1보다 가파르고, B2 역시 L2보다 가파른 경우에도 B1+B2는 L1+L2보다 완만한 기울기를 가질 수 있다.